# Saint-Maden
 Saint-Maden  (en bretón Sant-Maden) es una población y comuna francesa, situada en la región de Bretaña, departamento de Côtes-d'Armor, en el distrito de Dinan y cantón de Caulnes.

## Demografía
| 295 | 282 | 272 | 283 | 246 | 206 |
| Para los censos de 1962 a 1999 la población legal corresponde a la población sin duplicidades (Fuente: INSEE [Consultar]) |     |     |     |     |     |